# Christiane Liermann
Christiane Liermann Traniello (* 1960 in Bonn) ist eine deutsche Historikerin und Romanistin.

## Leben
Liermann studierte an den Universitäten Bonn, Siena, Karlsruhe und Zürich Geschichte, Philosophie und Romanistik (Italienisch). Sie wurde von Bernd Roeck an der Universität Zürich mit einer Arbeit zum politischen Denken des Philosophen-Theologen Antonio Rosmini promoviert. Dessen „Philosophie der Politik“ hat sie ins Deutsche übersetzt. Die Konrad-Adenauer-Stiftung förderte die Untersuchung mit einem Promotionsstipendium. Ab Dezember 1995 war sie als Wissenschaftliche Referentin beim Deutsch-Italienischen Zentrum für Europäische Exzellenz, Villa Vigoni tätig. Seit Oktober 2018 ist sie dort Generalsekretärin. Liermann führte 2009 bis 2012 das wissenschaftliche Sekretariat für die deutsch-italienische Historikerkommission.
Liermann gehört dem Editorial Board der Zeitschrift Contemporanea. Rivista di Storia dell’800 e del ’900 an.
Liermann erforscht Antonio Rosminis philosophisches Werk. Einen weiteren Arbeitsschwerpunkt bilden daneben die politischen und kulturellen Beziehungen zwischen Italien und Deutschland unter besonderer Berücksichtigung religiöser und konfessioneller Fragen.

## Veröffentlichungen
Ein digitales Schriftenverzeichnis findet sich auf der Webseite der Villa Vigoni.
Monographien
- Rosminis politische Philosophie der zivilen Gesellschaft. Schöningh, Paderborn 2004 (Zugleich: Diss., Universität Zürich).

Als Herausgeberin
- (mit Ubaldo Villani-Lubelli, Matteo Scotto): Italien, Deutschland und die europäische Einheit / Italia, Germania e l’unità europea. Zum 30-jährigen Jubiläum des Berliner Mauerfalls / Riflessioni a trent'anni dalla caduta del Muro di Berlino (= Aurora – Schriften der Villa Vigoni, Band 7), Steiner, Stuttgart 2019.
- (mit Immacolata Amodeo, Matteo Scotto): 60 anni di Unione politica / 60 Jahre politische Union. Prospettive italo-tedesche / Deutsch-italienische Perspektiven. (= Impulse – Villa Vigoni im Gespräch, Band 12), Steiner, Stuttgart 2019.
- (mit Vittoria Borsò, Patrick Merziger): Die Macht des Populären. Politik und populäre Kultur im 20. Jahrhundert. transcript, Bielefeld 2015.
- Vom Umgang mit der Vergangenheit. Ein deutsch-italienischer Dialog = Come affrontare il passato? Niemeyer, Tübingen 2007.
- Italien und Preußen. Dialog der Historiographien. Niemeyer, Tübingen 2005.

Übersetzungen
- Francesco Traniello: Katholizismus und politische Kultur in Italien. Mit einem Vorwort von Martin Baumeister, Aschendorff-Verlag, Münster 2016, ISBN 978-3-402-13149-7.
- Francesco Traniello, Gianni Sofra: Der lange Weg zur Nation. Das italienische Risorgimento. Kohlhammer Urban, Stuttgart 2011, ISBN 978-3-17-021898-7. (Fachwissenschaftliche Rezension).